# کمرکولی نوک‌زرد
کمرکولی نوک‌زرد (نام علمی: Sitta solangiae) نام یک گونه از تیره کمرکولی است.